# Li Tingting
Li Tingting (en chino: 李婷婷), aka Li Maizi, es una activista china por la igualdad de género y sexualidad. Fue detenida por la policía el  día internacional de la mujer, junto a cuatro activistas más, por protestar contra el acoso en el transporte público.

## Primeros años
Los padres de Li creían en la libertad de elección en materia de amor y matrimonio, pero decidieron casarse cuando su madre quedó embarazada de ella. Su familia vivía en las afueras rurales de Pekín, donde su padre trabajaba entregando fertilizantes. Después de que su padre fue despedido de su trabajo, la madre de Li tomó un trabajo de fábrica en Pekín, pero continuó siendo responsable de todos los asuntos internos. Según Li, su padre era el jefe indiscutible de la familia y cualquier afrenta a él resultó en violencia física tanto para ella como para su madre.

## Activismo
Durante su segundo año de universidad, Li estableció un Grupo de Entrenamiento Comunitario para Lesbianas, ofreciendo servicios de asesoramiento y apoyo para estudiantes universitarios.
Li ha participado en varias manifestaciones públicas en China. En 2012, caminó por una calle comercial en Beijing con un vestido de novia salpicado de manchas de sangre con otros dos voluntarios para llamar la atención sobre la violencia doméstica en China. Aunque las multitudes eran principalmente receptivas, muchos observadores estaban incómodos con los asuntos personales que se transmitían en público. Durante el evento urban management officials siguió a las tres mujeres, regañándolas por no registrar su manifestación. Li también participó en el Occupy Men's Room con Zheng Churan. El evento protestó por las enormes colas para los baños de mujeres alentando a las manifestantes a usar los baños de hombres; esto no permitía a los pocos hombres que querían usar los baños para hacerlo. Esta demostración atrajo mucha atención de los medios nacionales e internacionales, así como de la discusión en línea, particularmente por la forma en que alentó la solidaridad masculina con una causa de género.
En un video publicado en 2016, Li declaró que su trabajo de campaña actual se centra en prevenir matrimonio forzado.

## Detención
El 6 de marzo de 2015, los agentes de policía llegaron al departamento de Li, donde vivía con su pareja. Inicialmente, Li no abrió la puerta y escuchó la conversación entre los oficiales de que habían monitoreado sus llamadas telefónicas. Eventualmente abrió la puerta cuando los oficiales llamaron a un cerrajero para que cruzara la puerta. Li informa que la policía le presentó una  orden de detención en blanco, registró su apartamento y confiscó los dispositivos electrónicos de ella y de su pareja. Luego, la policía se llevó a Li y a su compañero en vehículos separados. Li fue llevada por primera vez a la estación de policía local, donde la policía realizó sus llamadas telefónicas privadas. Cuando se le solicitó que desbloqueara su teléfono, Li aprovechó la oportunidad para eliminar su historial WeChat.
En la noche del 7 de marzo, Li fue conducida a un aparcamiento subterráneo y conducido por una furgoneta. Su compañero ya había sido liberado, pero en la camioneta había dos compañeras activistas Wei Tingting y Wang Man.
Las activistas fueron sometidas a preguntas repetitivas por parte de las autoridades sobre la actividad planificada de acoso sexual. Las preguntas pasaron a la participación de fuerzas extranjeras, que según Li parece haber puesto a las autoridades extremadamente nerviosas. A Li también se le preguntó sobre otras protestas públicas en las que había estado involucrada. Las autoridades incluso imprimieron imágenes de una protesta en toples, censurando los pezones de los activistas con cruces negras. La oficina de la ONG para la que trabajó Li también fue allanada, ya que fue a través de este trabajo que estuvo más involucrada en la defensa de la igualdad de género y el trabajo LGBT. Aunque las autoridades querían información sobre esta empresa, Li no estaba en una posición de gestión. Desde su liberación, Li ha declarado que las autoridades irrumpieron repentinamente en la habitación y gritaron: "¡Li Tingting, no has sido honesta con nosotros, estás mintiendo de nuevo!". Luego, intenta intimidar con nuevas pruebas no específicas.
El 13 de abril de 2015, Li fue liberada, junto con las otras cuatro activistas. Según su abogado, la liberación fue condicional, lo que permitiría presentar cargos contra Li más tarde.

## Después de la liberación
Li ha informado[¿quién?]ha sido incluido en la lista negra de los medios chinos, lo que significa que ningún medio nacional informará o conversará con ella. La ONG para la que trabajó Li también se cerró como ejemplo.
Li ha escrito artículos de opinión para medios internacionales, incluyendo The Guardian, donde describe su arresto y la situación de  derechos de las mujeres en China. También ha participado en paneles de discusión y ha dado charlas sobre feminismo en China en los Estados Unidos y el Reino Unido.
Li se graduó de la Universidad de Essex el 23 de febrero de 2019..
Actualmente tiene pensado ser abogada por los derecho LGBT y Feminismo en China.

## Premios
- 100 Women (BBC) - 2015